# Phasia alata
Phasia alata är en tvåvingeart som först beskrevs av Townsend 1927.  Phasia alata ingår i släktet Phasia och familjen parasitflugor. Inga underarter finns listade i Catalogue of Life.